# Sitticus peninsulanus
Sitticus peninsulanus är en spindelart som först beskrevs av Banks 1898.  Sitticus peninsulanus ingår i släktet Sitticus och familjen hoppspindlar. Inga underarter finns listade i Catalogue of Life.